# 춤추는 대수사선 THE MOVIE
《춤추는 대수사선 THE MOVIE》(일본어: 踊る大捜査線 THE MOVIE)는 1997년 1월 ~ 3월에 방영되었던 드라마 동명의 드라마의 극장판으로 제작되었다.
캐치프레이즈는 〈"완간서 사상 최악의 3일간!"〉. 약칭 OD1. 극중 설정은 1998년 11월 4일 ~ 11월 6일의 3일간.

## 개요
- 1997년 10월 15일 제작 발표
- 1998년 6월 23일 크랭크인
- 1998년 10월 31일 전국 개봉
- 1999년 5월 8일 위성 첫 방송
- 2000년 1월 1일 지상파 첫 방송 (시청률 28.7%)
- 2000년 7월 19일 DVD 발매
- 2000년 7월 22일 대한민국 개봉
- 2007년 10월 12일 "10th Anniversary 특별 기획"으로 지상파 완전판 방송 (시청률 19.4%)

## 스토리
완간서와 카츠도키서 관할 경계를 가로지르는 하천에서 사체가 발견된다. 부검 결과 사체의 위 속에서 곰인형이 발견되고, 사건은 예상치 못한 방향으로 전개된다. 한편 경시청 부총감이 자택 앞에서 납치되는 사건이 발생하여 완간서에 수사 본부가 설치되지만, 관할서의 형사들은 사건에 개입하지 못하게 한다. 그리고 완간서 서내에서 절도사건이 동시에 발생한다.

## 등장 인물
- 오다 유지 - 아오시마
- 야나기바 토시로 - 무로이
- 후카츠 에리 - 스미레
- 미즈노 미키 - 유키노
- 코이즈미 쿄코 - 마나미
- 유스케 산타마리아 - 세이기

## 한국판 성우진(KBS)
- 강수진 - 아오시마 슌사쿠(오다 유지)
- 윤기황 - 무로이 신지(야나기바 토시로)
- 송도영 - 온다 스미레(후카츠 에리)
- 안종국 - 와쿠 헤이하치로(이카리야 쵸스케)
- 유민석 - 간부(코우야마 시게루)
- 김태연 - 칸다 서장(키타무라 소이치로)
- 조동희 - 하카마다 경관(오노 타케히코)
- 이봉준 - 경찰(야마자키 하지메)
- 김정애 - 카시와기 유키노(미즈노 미키)
- 문관일 - 아키야마 부서장(사이토 사토루)
- 석원희 - 범인 경찰(아츠미 쿠니야스)
- 은미 - 휴우가 마나미(코이즈미 교코)
- 변영희 - 신죠 켄타로(카케이 토시오)
- 김래환 - 우오즈미 지로(사토이 켄타)
- 양석정 - 마시타 세이기(유스케 산타마리아)
- 안용욱 - 무로이 신지의 동료 경찰(사쿠라 킨조)

## 수상 내역
- 제22회 일본 아카데미상
  - 최우수 남우조연상 (이카리야 쵸스케)
  - 최우수 녹음상
  - 화제상 배우 부문 (오다 유지)
  - 우수 작품상
  - 우수 감독상 (모토히로 카츠유키)
  - 우수 남우주연상 (오다 유지)
  - 우수 남우조연상 (야나기바 토시로)
  - 우수 여우조연상 (후카츠 에리)
  - 우수 각본상
  - 우수 촬영상
  - 우수 조명상
  - 우수 편집상
  - 우수 음악상
- 제20회 요코하마 영화제 - 일본 영화 베스트 9 위
  - 각본상
  - 심사 위원 특별상 ("춤추는 대수사선 THE MOVIE" 제작팀)
- 제24회 오사카 영화제 - 여우 조연상 (코이즈미 쿄코)
- 제72회 키네마 준보 BEST 10
  - 독자 선정 일본 영화 3 위
- 제53회 마이니치 영화 콩쿨 - 일본 영화 팬 상
- 제39회 우수 영화 감상회 BEST 10 - 일본 영화 베스트 7 위
- 제8회 일본 영화 비평가 대상 - 특별상 (스타 라이트 상)